# Liste der Monuments historiques in Halluin
Die Liste der Monuments historiques in Halluin führt die Monuments historiques in der französischen Gemeinde Halluin auf.

## Liste der Bauwerke
| Bezeichnung | Beschreibung | Standort                        | Kennzeichnung | Schutzstatus | Datum | Bild           |
| ----------- | ------------ | ------------------------------- | ------------- | ------------ | ----- | -------------- |
| Windmühle   | Erbaut 1877  | 28, rue de l’Abbé-Lemire (Lage) | PA00107901    | Inscrit      | 1989  | weitere Bilder |

## Liste der Objekte
- Monuments historiques (Objekte) in Halluin in der Base Palissy des französischen Kultusministeriums